# Langnålet ædelgran
Langnålet ædelgran (Abies concolor)  er et op til 45 meter højt stedsegrønt nåletræ, der er hjemmehørende i det vestlige USA. I Danmark er det almindeligt plantet i haver og parker og når her en højde på ca. 25 m.

## Beskrivelse
Langnålet ædelgran har en stamme, der er ret og gennemgående helt ud i toppen (nogle træer har dog en tilbøjelighed til at danne dobbelte topskud). Ældre træer får afrundet top. Grenene sidder i kranse vandret ud fra stammen. Barken er først grågrøn, men bliver senere grå og glat med harpiksholdige blærer. Knopperne er lysegrå, afrundede og næsten sammenvoksede. Nålene er usædvanligt lange, opadbuede, næsten oprette og grågrønne på begge sider, men med en grøn midterribbe på undersiden. De mangler spids. Koglerne er cylindriske og oprette. De falder fra hinanden, når de bliver modne. Selve frøene modner ikke altid i Danmark, og de spirer noget usikkert.
Rodnettet er kraftigt med dybtgående hovedrødder og fladt udbredte finrødder. Langnålet ædelgran er modstandsdygtig overfor vedsvampe. De knuste nåle lugter kraftigt af terpentin og citron.
Højde x bredde og årlig tilvækst: 25 × 4 m (25 × 10 cm/år). Disse mål kan fx anvendes, når arten udplantes.

## Udbredelse
Den langnålede Ædelgran hører hjemme på magre klippeområder med rigelig sne og med tør, veldrænet jord mellem den 43. og den 31. nordlige breddegrad i det vestlige USA. 

## Voksested
På Sierra Nevada i Californien, USA, vokser denne art sammen med bl.a. blå douglasgran, californisk eg, californisk flodceder, coulterfyr, gulfyr, jeffreyfyr, klitfyr (underarten murrayana), mammuttræ, Quercus chrysolepis (en art af eg med kristtornagtige blade), rød ædelgran og storkoglet douglasgran
| Portal | Portal:Botanik |

## Note
1. ↑  The Jepson Herbarium: California Vegetation Types (Plant Communities) (engelsk)